# 格雷格·哈珀
格雷格·哈珀（英語：Gregg Harper；1956年6月1日—）是美国的一位政治人物。自2009年開始，他是密西西比州第三國會選區選出的聯邦眾議員。他的黨籍是共和黨。他在2008年贏得了共和黨內初選，獲得了提名資格。畢業於密西西比學院。